# Cereus tacuaralensis
Cereus tacuaralensis ist eine Pflanzenart in der Gattung Cereus aus der Familie der Kakteengewächse (Cactaceae). Das Artepitheton tacuaralensis verweist auf das Vorkommen der Art bei Tacuaral in der bolivianischen Provinz Chiquitos.

## Beschreibung
Cereus tacuaralensis wächst baumförmig, ist wenig verzweigt und erreicht Wuchshöhen von bis zu 5 Meter. Die zylindrischen, segmentierten Triebe weisen Durchmesser von bis zu 12 Zentimeter auf. Es sind vier scharfkantige Rippen vorhanden, die 4 bis 5 Zentimeter hoch sind. Die darauf befindlichen runden, grauen Areolen stehen weit voneinander entfernt. Die aus ihnen entspringenden pfriemlichen Dornen sind hellbraun. Die beiden abwärts gerichteten Mitteldornen sind 3 bis 6 Zentimeter lang. Die vier Randdornen sind 1,5 bis 3 Zentimeter lang.
Die weißen Blüten sind 8 bis 10 Zentimeter lang. Ihre Blütenhüllblätter besitzen rötlich Spitzen. Die bis zu 8 Zentimeter langen, eiförmigen Früchte sind dunkelpurpurfarben. Sie enthalten ein weißes Fruchtfleisch.

## Verbreitung und Systematik
Cereus tacuaralensis ist im bolivianischen Departamento Santa Cruz in der Provinz Chiquitos in Höhenlagen von 100 bis 500 Metern verbreitet.
Die Erstbeschreibung wurde 1964 von Martín Cárdenas veröffentlicht.

## Nachweise